# Flughafen Hatay

i8
i11
i13
Der Flughafen Hatay, auch Flughafen Antakya-Hatay (türkisch Hatay Havalimanı oder Antakya Hatay Havalimanı, IATA-Code: HTY, ICAO-Code: LTDA), ist ein türkischer Flughafen, der 25 Kilometer von Antakya (Provinz Hatay) entfernt liegt. Er wird durch die staatliche DHMI betrieben.

## Geschichte
Der Flughafen wurde trotz mehrfacher Warnungen von Architekten und Ingenieuren entlang einer geologischen Verwerfung errichtet und im Dezember 2007 in Betrieb genommen. Beim Erdbeben in der Türkei und Syrien am 6. Februar 2023 entstand ein Riss durch die Start- und Landebahn. Der Flugbetrieb wurde eingestellt und einige Tage später wieder aufgenommen.

## Flughafengelände
Der Flughafen verfügt über einen Terminal mit einer Fläche von 43.688 Quadratmetern, einen Kontrollturm und eine befestigte Start- und Landebahn, die in Richtung 040 Grad seit 2016 ein ILS für Präzisionsanflüge besitzt. 
Das Vorfeld hat eine Größe von 120 × 420 Meter und kann 10 größere Verkehrsflugzeuge aufnehmen. Vor dem Terminal gibt es einen Parkplatz für 240 Autos. Der Flughafen war einer der ersten behindertengerechten Flughäfen in der Türkei. Der Flughafen ist mit dem Auto, Taxi oder Bus erreichbar. Die Stadt Antakya ist mit dem Taxi, Auto oder Flughafenbus zu erreichen. Der Flughafen Hatay wird ausschließlich zivil genutzt.

## Fluggesellschaften und Ziele
Bis Oktober 2018 flog Qatar Airways von ihrer Basis in Doha den Flughafen Hatay an. Die Germania flog den Flughafen jeweils im Sommer direkt vom Flughafen Düsseldorf aus an.

## Zwischenfälle
- Am 12. Februar 1961 geriet eine Douglas DC-3/C-47 der türkischen Luftstreitkräfte (Luftfahrzeugkennzeichen CBK-083) auf dem Flughafen Hatay von der Landebahn ab und brach auseinander. Ein Pilot überlebte den Unfall mit leichten Verletzungen, jedoch wurde eine Person getötet.[9]

- Am 20. Oktober 1989 wurde eine Britten-Norman BN-2A-3 Islander der türkischen Tapu Kadastro Genel Müdürlügü (TC-KUN) in der Nähe des Flughafens Hatay auf einem Fotoflug über einem Waldgebiet nahe der Grenze zu Syrien beschossen. Das Flugzeug wurde von zwei MiG-21bis-Kampfjets der syrischen Luftwaffe abgeschossen. Alle 5 Insassen wurden dadurch getötet.[10]